# Carex ormostachya
Carex ormostachya är en halvgräsart som beskrevs av Karl McKay Wiegand. Carex ormostachya ingår i släktet starrar, och familjen halvgräs. Inga underarter finns listade i Catalogue of Life.